# Bachira (cràter)
Bachira és un cràter d'impacte en el planeta Venus de 7,3 km de diàmetre. Porta el nom d'un antropònim algerià, i el seu nom va ser aprovat per la Unió Astronòmica Internacional el 1997.